# Герасимюк Ілля Євгенович
Ілля Євгенович Герасимюк (нар. 2 серпня 1957, м. Збараж Тернопільської області, Україна) — український вчений-морфолог, громадський діяч, доктор медичних наук (2006), професор (2006), завідувач кафедри анатомії людини Тернопільского національного медичного університету імені І. Я. Горбачевського. Кращий винахідник Тернопільської області (2005). Член—кореспондент Міжнародної академії інтегративної антропології.

## Життєпис
Закінчив Збаразьку середню школу № 1 (1974) та лікувальний факультет Тернопільського медичного інституту (1980).
Лікар у Тернопільській обласній клінічній лікарні (1980—1985); асистент кафедри оперативної хірургії і топографічної анатомії (від 1985), доцент (від 1993), від 2005 — директор навчально-наукового інституту морфології, водночас від 2006 — завідувач кафедри анатомії людини Тернопільського національного медичного університету. 
Член Вченої ради університету.
Член Президії Тернопільського обласного осередку Конгресу української інтелігенції. 
Співзасновник і співголова Тернопільської обласної організації «За помісну Україну». 
Делегат Всеукраїнського форуму інтелігенції (2008).
Одружений, дружина Леся Омелянівна — практичний лікар, син Назар — хірург-проктолог,  Максим — отоларинголог.

## Науковий доробок
У 1991 році захистив кандидатську дисертацію «Морфофункціональна характеристика судин міокарда після резекції легень (експериментальне дослідження)» в Ленінградському педіатричному медичному інституті.
У 2005 році захистив докторську дисертацію на тему «Морфофункціональна характеристика кровоносного русла легень в умовах пострезекційної легеневої артеріальної гіпертензії та її хірургічної корекції (експериментальне дослідження)».
Фундатор оригінального наукового напрямку — дослідження морфологічного стану кровоносних судин за різноманітних геодинамічних умов.
Автор більше як 270 наукових публікацій, в т.ч. навчальні посібники, понад 20 авторських свідоцтв і патентів на винаходи. 
Підготував 1 доктора і 20 кандидатів медичних наук, трьох докторів філософії.

## Відзнаки
- Почесна грамота МОЗ України (1997),
- Кращий винахідник Тернопільської області (2005)[1]

## Публікації
- Герасимюк Б., Голод Б. Від асистента до завідувача кафедри та проректора ТДМІ [Текст] : вченому, педагогу та організатору медосвіти В. Г. Ковешнікову — 80 / Медична академія. — 2011. — № 21 (5 лист.) [Архівовано 14 вересня 2016 у Wayback Machine.]. — С. 6. — (Ювілеї).
- Герасимюк Б. Голод Б., Флекей П. Вчений-морфолог, педагог і талановитий організатор / Медична академія. — 2010. — № 7 (16 квіт.) [Архівовано 14 вересня 2016 у Wayback Machine.]. — С. 6. — (Ювілей).